# Джан Юхуей
Джанг Юхуей (на английски: Zhang Yuhui) е китайски журналист.
Той е главен редактор на вестник Epoch Times в Китай. Арестуван е през 2000 г. заедно с други членове на екипа на вестника и осъден на 10 години затвор за издаването на независим вестник. Джанг Юхуей е в затвора „Ши Хуей“ в провинция Гуандун (Guangdong), Китай.